# Ginástica nos Jogos da Commonwealth de 1990
A ginástica nos Jogos da Commonwealth de 1990, foi a segunda participação do esporte no evento multiesportivo, realizado na cidade de Auckland, na Nova Zelândia, com as disputas da ginástica artística masculina e feminina e a estréia da modalidade rítmica. 

## Eventos
| - Individual geral masculino - Equipes masculino - Solo masculino - Barra fixa - Barras paralelas - Cavalo com alças - Argolas - Salto sobre a mesa masculino - Equipes feminino - Individual geral feminino - Trave - Solo feminino - Barras assimétricas - Salto sobre a mesa feminino | Ginástica rítmica - Individual geral - Arco - Bola - Corda - Fita |

## Medalhistas
| Evento              | Ouro                              | Prata              | Bronze              |
| Masculino           |                                   |                    |                     |
| Equipes             | CAN                               | ENG                | AUS                 |
| Individual geral    | CAN Curtis Hibbert                | CAN Alan Nolet     | ENG James May       |
| Solo                | ENG Neil Thomas                   | CAN Alan Nolet     | CAN Curtis Hibbert  |
| Cavalo com alças    | AUS Brennon Dowrick               | AUS Tim Lees       | ENG James May       |
| Argolas             | CAN Curtis Hibbert                | ENG James May      | AUS Ken Meredith    |
| Salto sobre a mesa  | ENG James May                     | CAN Curtis Hibbert | AUS Tim Lees        |
| Barras paralelas    | CAN Curtis Hibbert                | AUS Ken Meredith   | AUS Peter Hogan     |
| Barra fixa          | CAN Curtis Hibbert CAN Alan Nolet | nenhum             | AUS Brennon Dowrick |
| Feminino            |                                   |                    |                     |
| Equipes             | CAN                               | AUS                | ENG                 |
| Individual geral    | CAN Lori Strong                   | AUS Monique Allen  | AUS Kylie Shadbolt  |
| Salto sobre a mesa  | NZL Nikki Jenkins                 | CAN Lori Strong    | AUS Monique Allen   |
| Barras assimétricas | AUS Monique Allen                 | CAN Lori Strong    | AUS Michelle Telfer |
| Trave               | CAN Lori Strong                   | CAN Larissa Lowing | AUS Kylie Shadbolt  |
| Solo                | CAN Lori Strong                   | CAN Larissa Lowing | AUS Kylie Shadbolt  |

Ginástica rítmica
| Evento           | Ouro                | Prata               | Bronze                                             |
| Feminino         |                     |                     |                                                    |
| Individual geral | CAN Mary Fuzesi     | CAN Madonna Gimotea | NZL Angela Walker                                  |
| Bola             | CAN Madonna Gimotea | CAN Mary Fuzesi     | NZL Angela Walker                                  |
| Corda            | NZL Angela Walker   | CAN Madonna Gimotea | CAN Mary Fuzesi                                    |
| Arco             | CAN Mary Fuzesi     | CAN Madonna Gimotea | ENG Alitia Sands ENG Viva Seifert NZL Raewyn Jack  |
| Fita             | CAN Mary Fuzesi     | CAN Madonna Gimotea | NZL Angela Walker NZL Raewyn Jack ENG Viva Seifert |

## Quadro de medalhas
| Ordem | País          | Medalha de ouro | Medalha de prata | Medalha de bronze | Total |
| ----- | ------------- | --------------- | ---------------- | ----------------- | ----- |
| 1     | Canadá        | 14              | 12               | 2                 | 28    |
| 2     | Austrália     | 2               | 4                | 10                | 16    |
| 3     | Inglaterra    | 2               | 2                | 6                 | 10    |
| 4     | Nova Zelândia | 2               |                  | 6                 | 8     |
| TOTAL | TOTAL         | 20              | 16               | 23                | 60    |